# Áditja-L1
Áditja-L1 (anglicky Aditya-L1), je indická kosmická sonda vyslaná do vesmíru Indickou kosmickou agenturou (ISRO) dne 2. září 2023 z indického kosmodromu Šríharikota. Jejím úkolem je studovat sluneční vítr.

## Zajímavosti
Indie sondu vyslala jen několik dní poté, co její mise Čandraján-3 jako první na světě přistála poblíž neprobádaného jižního pólu Měsíce.